# Luis Ángel Morales
Luis Ángel Morales (* 22. Oktober 1992 in Guadalajara, Jalisco) ist ein mexikanischer Fußballspieler auf der Position eines Stürmers. 

## Leben
Morales begann seine Karriere in der Saison 2010/11 beim seinerzeitigen Drittligisten Vaqueros de Ixtlán. Als seine Mannschaft ein Freundschaftsspiel gegen die Chivas Rayadas, ein Farmteam des Club Deportivo Guadalajara, absolvierte, wurde John van ’t Schip, der Trainer von dessen erster Mannschaft, auf Morales aufmerksam und holte ihn nach Guadalajara. Dort spielte er zunächst in der zweiten Mannschaft, schaffte aber schon bald den Sprung in die erste Mannschaft.
Sein Debüt in der mexikanischen Primera División feierte er am 26. August 2012 in einem Heimspiel gegen den CF Monterrey (1:2), als er in der 27. Minute für Omar Arellano eingewechselt wurde. Bereits eine Woche später wurde Morales am 2. September 2012 im Heimspiel gegen den Puebla FC erneut eingewechselt und erzielte in der 81. Minute seinen ersten Treffer in der Primera División, mit dem er seiner Mannschaft, die seit der 31. Minute mit 0:1 zurückgelegen hatte, einen wichtigen Punkt rettete. Im Heimspiel am 2. Oktober 2012 gegen die UANL Tigres (2:1) erzielte er in der 62. Minute das Tor zur 2:0-Führung.
Ein weiteres Tor in einem Pflichtspiel des Jahres 2012 erzielte Morales am 25. Oktober 2012 in einem Spiel der CONCACAF Champions League 2012/13 gegen den guatemaltekischen Club Xelajú MC. Im letzten Spiel der Vorrundengruppe 8 benötigte Guadalajara zum Weiterkommen unbedingt einen Sieg mit zwei Toren Unterschied und Morales gelang in der 65. Minute die 2:0-Führung, womit das Tor zum Viertelfinale aufgestoßen war. Durch ein Gegentor in der 79. Minute schied Guadalajara schließlich doch noch aus.